# Coretto
Il coretto è lo spazio, di solito sopraelevato, che in alcune chiese si affaccia sugli spazi interni della chiesa stessa e ne è separato da una grata. I coretti, destinati in origine ai religiosi di clausura, che dovevano assistere alle funzioni religiose senza essere visti, con il tempo divennero anche spazi privilegiati riservati alle famiglie nobili, che non desideravano mescolarsi agli altri fedeli durante le cerimonie.
Molte chiese barocche ne conservano ricchissimi esempi, con grate di legno o ferro battuto, balaustre decorate con stucchi o con vere e proprie sculture.

## Esempi di coretti
A Lucca, nella Basilica di San Frediano ci sono vari coretti, non tutti sopraelevati. Uno di essi, incorniciato da terrecotte robbiane si trova in corrispondenza del fonte battesimale, altri, a grata e in stile barocco prospettano sulla cappella Fatinelli, ove si conserva la mummia naturale di Santa Zita.
A Roma la Basilica di Santa Cecilia in Trastevere si caratterizza per i bellissimi coretti barocchi sopraelevati.
A Padova, nella Cappella degli Scrovegni vi sono delle pitture murali di Giotto simulanti due coretti. Queste decorazioni rappresentarono una novità rivoluzionaria dato che il maestro intese dilatare lo spazio con prospettive che vogliono ingannare l'osservatore (si vedano Coretti (Giotto)).